# Charles Cockerell (1er baronnet)
Charles Cockerell, 1er baronnet (18 février 1755 - 6 janvier 1837) est un anglais né dans le Somerset qui prospère en tant que fonctionnaire de la Compagnie des Indes orientales (EIC) et devient un homme politique. Il siège à la Chambre des communes pendant la majeure partie de la période comprise entre 1802 et 1837, pour cinq circonscriptions différentes.

## Biographie
Il est né à Bishop's Hull, Somerset, fils de John Cockerell et Frances, fille de John Jackson de Clapham. Par sa mère Cockerell est l'arrière-petit-neveu du chroniqueur Samuel Pepys.
Après avoir étudié à l'école de Sharpe à Bromley-by-Bow et plus tard au Winchester College entre 1767 et 1769, Cockerell arrive au Bengale, en Inde, en 1776 en tant qu'écrivain (commis) chez l'arpenteur général de la compagnie des Indes. Il se lie d'amitié avec Warren Hastings, le premier gouverneur général de l'Inde et Richard Wellesley, 1er marquis Wellesley, frère du duc de Wellington. Alors qu'il est employé par l'EIC, il est également associé et plus tard directeur de la banque Calcutta de Cockerell, Trail & Co. Pendant la quatrième guerre Anglo-Mysore (1798-9), Cockerell aidée Wellesley en tant que commandant de la force militaire du service civil et par des arrangements financiers avec le gouvernement du Bengale. À la suite de ces services, il est créé baronnet le 25 septembre 1809.

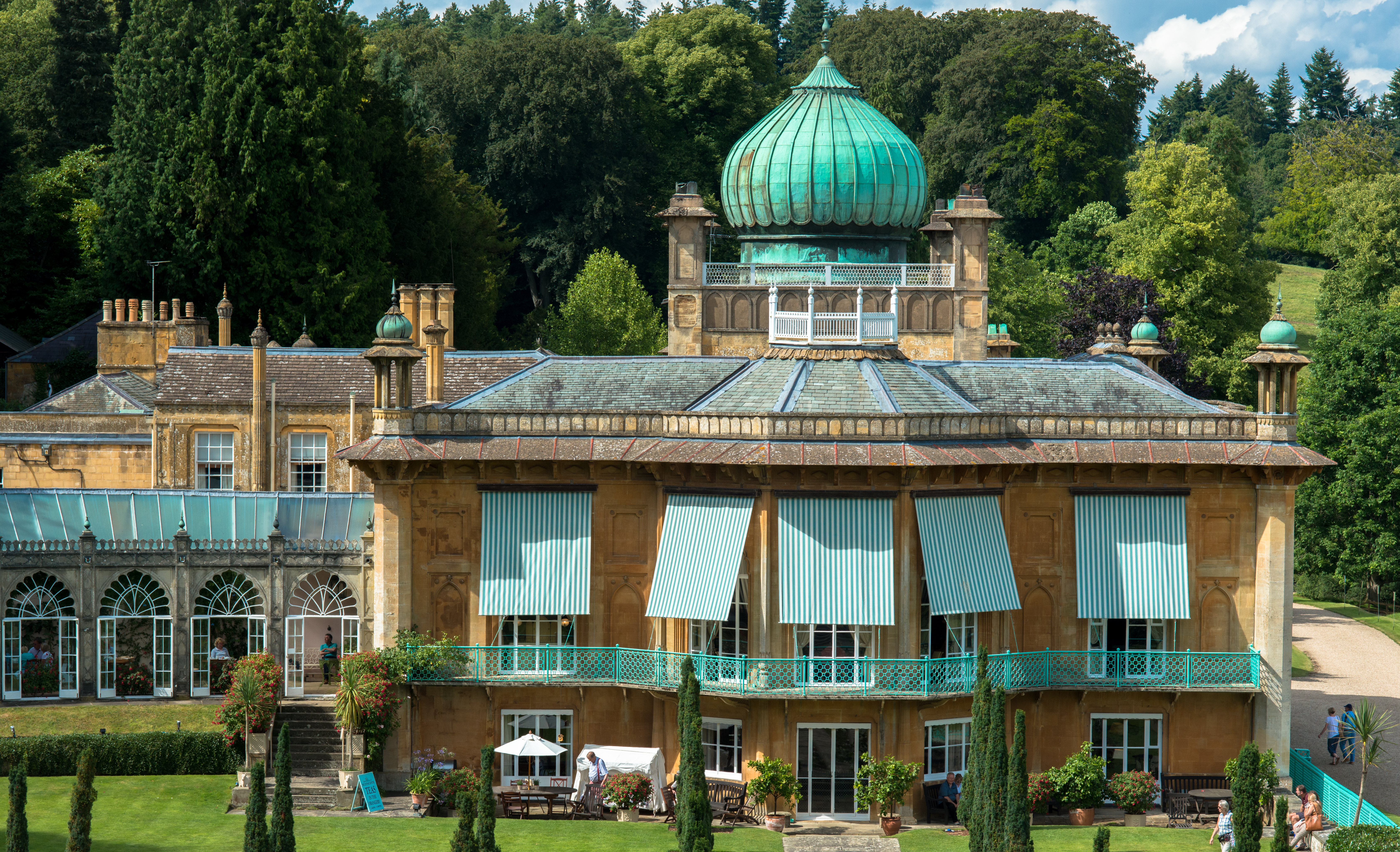
Sezincote House, où Cockerel a vécu à son retour d'Inde.

En 1801, il retourne en Angleterre pour vivre à Sezincote House dans le Gloucestershire, dont il hérite de son frère aîné, John. Il charge ensuite un autre frère, Samuel Pepys Cockerell, de lui construire une maison «à l'indienne».
Tout en restant comme agent pour l'EIC, Cockerell se présente comme député de Tregony sous le patronage de Richard Barwell (en), qu'il a connu en Inde. Il est un partisan silencieux du ministère de Henry Addington et considéré comme douteux par William Pitt le Jeune lors de la réélection de ce dernier en 1804. Après avoir échoué à obtenir un siège lors des élections de 1806, Cockerell est réélu au Parlement pour Lostwithiel en janvier 1807. Il est par la suite député de Bletchingley de 1809 à 1812, de Seaford de 1816 à 1818 et d'Evesham de 1819 à 1837. Cockerell est maire d'Evesham de 1810 à 1833 .

## Vie privée
Le 11 mars 1789 à Calcutta, il épouse Maria-Tryphena (décédée le 8 octobre 1789), fille de Charles William Blunt, 3e baronnet. Il se remarie le 13 février 1808 à Harriet Rushout, fille de John Rushout (1er baron Northwick). Le couple a un fils, Charles Rushout Cockerell (né en 1809), qui lui succède comme baronnet et deux filles, Harriet-Anne et Elizabeth Maria (décédée en 1832). Charles Rushout Cockerell épouse Cecilia-Olivia, fille de Thomas Foley (3e baron Foley) en 1834.